# Rukomet na OI 1992.
Rukomet na Olimpijskim igrama u Barceloni 1992. uključivao je natjecanja u muškoj i ženskoj konkurenciji. Nakon raspada SSSR-a bivše sovjetske republike je predstavljao ujedinjeni tim pod olimpijskom zastavom, te osvojio medalje u obje konkurencije, zlato kod muškaraca i broncu kod žena.

## Osvajači medalja

### Muški
| Zlato | Srebro | Bronca |
| --- | --- | --- |
| ZND Andrey Lavrov Igor Vassiliev Yuri Gavrilov Andrei Barbachinski Serguei Bebechko Valeri Gopine Vassili Koudinov Talant Douichebaev Mikhail Iakimovitch Oleg Grebnev Oleg Kisselev Igor Tchoumak | Švedska Mats Olsson Robert Hedin Magnus Wislander Anders Bäckegren Ola Lindgren Per Carlén Erik Hajas Magnus Cato Axel Sjöblad Robert Andersson Pierre Thorsson Patrik Liljestrand Steffan Olsson Magnus Andersson Tommy Souraniemi Tomas Svensson | Francuska Philippe Medard Pascal Mahe Philippe Deburwau Denis Lathoud Denis Tristant Gael Monthurel Eric Quintin Jean-Luc Thiebaut Philippe Gardent Thierry Perreux Laurent Munier Frederic Perez Jackson Richardson Stephane Stoecklin Frederic Volle |

### Žene
| Zlato | Srebro | Bronca |
| --- | --- | --- |
| Južna Koreja Hyang-Ja Moon Eun-Young Nam Ho-Youn Lee Mi-Young Lee Jeong-Ho Hong O-Kyung Lim Hye-Sook Min Jeong-Lim Park Sung-Ok Oh Ri-Ra Jang Hwa-Sook Kim Kap-Sook Park Jae-Kyung Cha | Norveška Hege Kirsti Frøseth Tonje Sagstuen Hanne Hogness Heidi Sundal Susann Goksør Cathrine Svendsen Mona Dahle Siri Eftedal Henriette Henriksen Ingrid Steen Karin Pettersen Annette Skotvoll Kristine Duvholt Heidi Tjugum | ZND Svetlana Bogdanova Natalia Deriouguina Galina Onoprienko Tatiana Gorb Natalia Morskova Lioudmila Goduz Svetlana Priahina Natalya Anisimova Galina Borzenkova Tatiana Djandjgava |